# Chicá
Chicá es un corregimiento del distrito de Chame en la provincia de Panamá Oeste, República de Panamá. La localidad tiene 882 habitantes (2023).